# Saint-Martin-du-Frêne
Saint-Martin-du-Frêne – miejscowość i gmina we Francji, w regionie Owernia-Rodan-Alpy, w departamencie Ain.

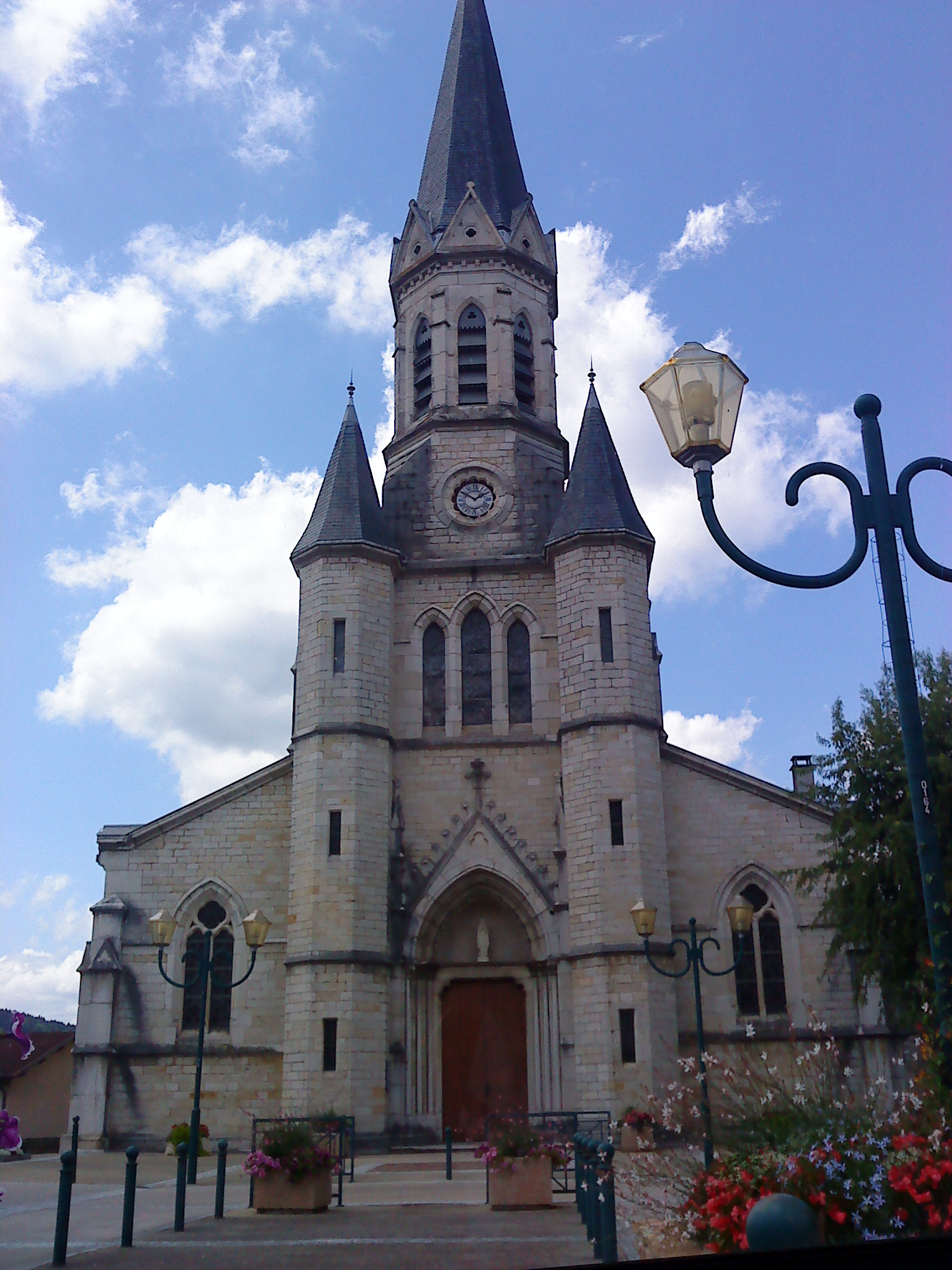
Kościół (2010 r.)

## Demografia
Według danych na styczeń 2012 roku gminę zamieszkiwały 1142 osoby, a gęstość zaludnienia wynosiła 59,7 osób/km².